# Теребле-Ріцька ГЕС
Теребле-Ріцька гідроелектростанція — гідроелектростанція в Хустському районі (Закарпаття); розташована в долинах річок Тереблі й Ріки. Збудована в 1949–1955 роках; перший промисловий струм одержано в 1956. Потужність 27 000 кВт, щорічне виробництво електроенергії в середньому (залежно від рівня води в річках) 123 млн. кВт-годин. Після спорудження греблі виникло Вільшанське водосховище об'ємом 23,7 млн м³, площа водного дзеркала — 1,6 км².
Унікальні природні умови району будівництва дозволили народитися незвичайному інженерному рішенню. Річки Теребля і Ріка розташовані майже паралельно, з невеличким вододілом по Бовцарському хребту, але на різних за висотою рівнях. При такому розташуванні гідростанції виникала можливість використання натурального перепаду: воду з басейну Тереблі пропонувалося скидати і басейн Ріки, що значно підвищувало потужність водного потоку. Між річками споруджено дериваційний тунель завдовжки 3,7 км, яким води Тереблі через ГЕС потрапляють до Ріки.
Єдина у світі ГЕС, розташована на двох річках.

## Передісторія
Виконуючи відповідальне завдання, радянські енергетики проаналізували матеріали своїх закордонних колег (дорадянського періоду). Були розглянуті схеми використання гідроресурсів Закарпаття італійського інженера Мілісні й угорського енергетика Міклоша, складені у 1940–1941 pp. Архівні документи свідчать:

«Матеріали італійської схеми представлені тільки трьома схематичними кресленнями, з яких неможливо встановити ані об'єми водосховищ, ані розрахункові витрати ГЕС. Будь-якої текстової частини, яка б обґрунтовувала вибране рішення схеми, немає».

Докладнішою була розробка гідроелектростанції на річках Теребля і Ріка угорських фахівців. Саме ці матеріали покладені в основу проєктного завдання нової ГЕС.
Для здешевлення та прискорення будівництва проєкт поступово змінювався. Первинний варіант компонування станційного вузла складався у 1948 році, коли ще актуальними вважалися питання безпеки прикордонних об'єктів. Тому розробники намагалися забезпечити повний захист від повітряної атаки, запроєктувавши підземну станцію із забетонованим у скелі трубопроводом. За цим варіантом машинний зал і розподільне устаткування проєктувалися на глибині 30 м. У документах робочого проєкту як остаточний був прийнятий інший варіант ГЕС, у якому передбачалося спорудження головного вузла з греблею висотою 40 м на р. Теребля, влаштування тунелю через вододіл двох річок, будівництво станційного вузла на р. Ріка (без спорудження, чомусь, греблі на р. Ріка).
Інженер Кріжка запропонував проєкт з використанням води двох річок — Тереблі і Ріки, які течуть на відстані одна від одної 4 км, а р. Теребля тече на 210 м вище Ріки. Якщо на річці Теребля збудувати греблю висотою 46 м, яка стримає 45 млн м³ води, то її через трубу діаметром 2 м можна буде безперервно подавати на турбіни ГЕС, яку пропонувалося збудувати на Ріці.

Для будівництва споруд гідроелектростанції, організації селища співробітників і влаштування самого водосховища було відведено землі кількох сіл. Для обрахування збитків, пов'язаних із затопленням земель і майна громадян та організацій, скликали комісію. У матеріалах роботи комісії, які також зберігаються у ЦДНТА України, зазначено: 
«Окрвиконком прийняв рішення включити населення села Вільшани у кількості 161 двора, хутора Крисове (15 дворів), і хутора Бовцар (10 дворів) до контингенту осіб, які підлягають переміщенню за межі Закарпаття, в порядку виконання наявного плану державного переселення».
 Обґрунтуванням для виселення мешканців до інших областей України стала недостатня кількість земель на Закарпатті, а також тодішня загальнодержавна тенденція до ліквідації маленьких хуторів і утворення з них більш великих населених пунктів.

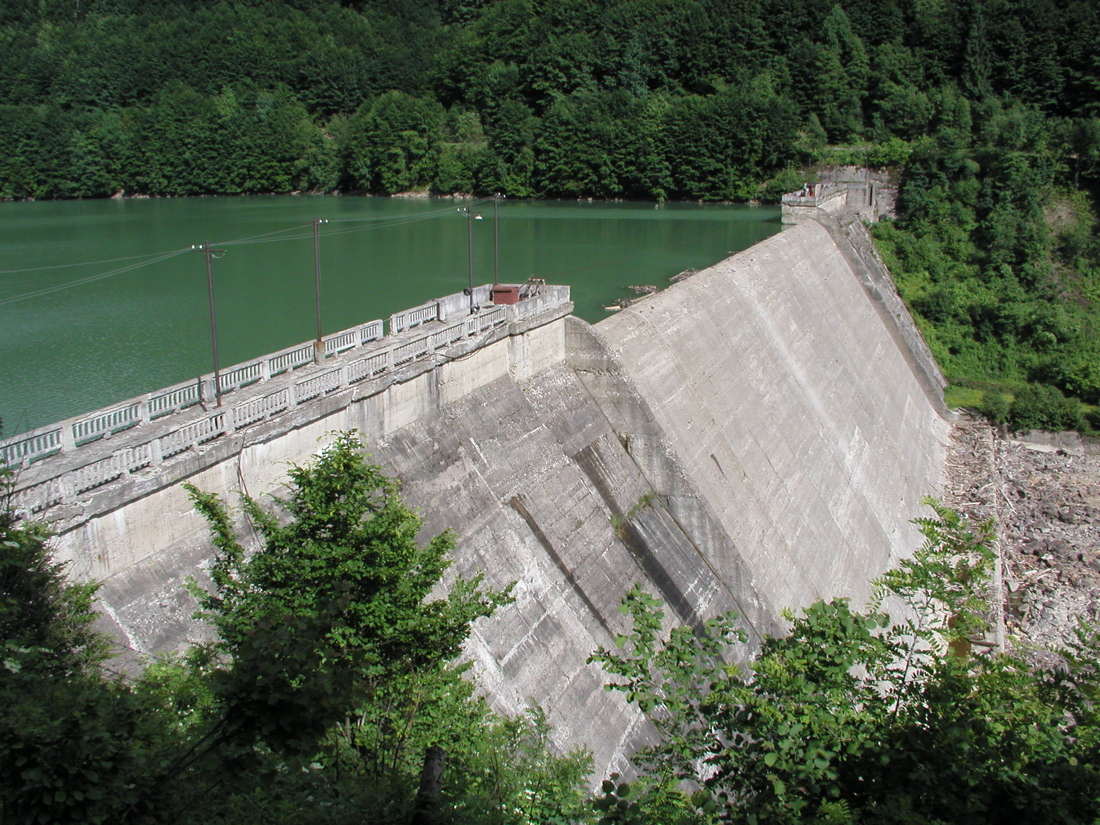
Гребля на річці Теребля

Фіни були змушені будувати за законами репарації промислові об'єкти для СРСР, зокрема Теребле-Ріцьку ГЕС. Будівництво трубопроводу і греблі розпочали у 1949, а у 1956 році нову Теребле-Ріцьку гідроелектростанцію успішно було введено в дію. Проєкт інженера Кріжки не було змінено. На станції поставили три гідравлічні турбіни «Френсіс» потужністю 27 МВт, які працюють без перерви понад 50 років.

## Сьогодення
До наших часів на цьому унікальному об'єкті працюють турбіни, виготовлені фінською фірмою «Тампелла» й генератори заводу «Уралелектроапарат», які згадуються ще в Паспорті ГЕС 1948 року. Гідросилове обладнання ГЕС зараз уже вважається (майже) зношеним і застарілим, але є в робочому стані.
Теребле-Ріцька ГЕС є частиною потужного енергетичного комплексу, так званого «Бурштинського острова», який діє на території Закарпатської, Львівської та Івано-Франківської областей. Електричну енергію цього комплексу також використовують споживачі Угорщини, Словаччини, Польщі й Румунії. На ГЕС працює музей, де можна докладно ознайомитись із процесом виробництва електроенергії.

## Індустріальний туризм
Як найвища ГЕС держави, вона є привабливим об'єктом індустріального туризму екстремалів України та багатьох країн світу.

## Топографічні карти
- Лист карти M-34-132 [Архівовано 1 листопада 2011 у Wayback Machine.] Міжгір'я. Масштаб: 1 : 100 000. Стан місцевості на 1976 рік. Видання 1977 р. (рос.)